# Artamis

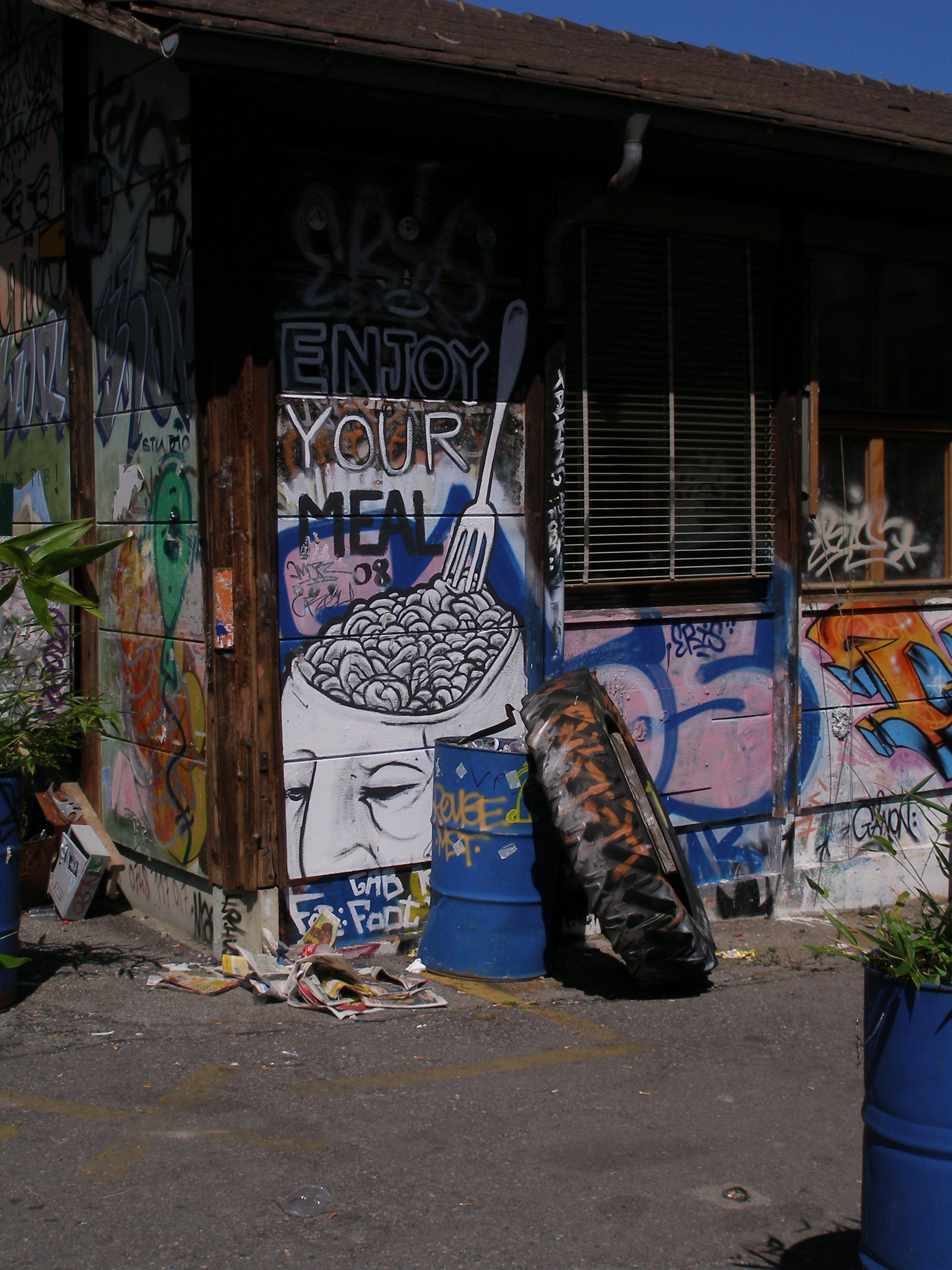
Graffitis à Artamis.

Artamis est le nom d'un espace culturel autogéré de Genève situé dans le quartier de La Jonction, sur un ancien site de l'industrie chimique. Il est remplacé par un écoquartier dans les années 2020. 
C'est également le nom de l'association éponyme créée pour l'occasion par Blaise Tolck, Antoine Bossel, Alexandre Iordachescu et Fabien Piccand.

## Histoire
Après avoir été consacré au maraîchage, le site voit l'implantation d'une usine à gaz en 1844. Le 23 août 1909 à 04h19, le bâtiment est partiellement ravagé par une explosion, engendrée par une fuite de gaz, qui cause la mort de 13 personnes, fait de nombreux blessés et engendre des dégâts jusque dans les quartiers voisins de Saint-Jean et des Charmilles. Des obsèques officielles pour les victimes sont organisées par la ville le 26 août sur la place Neuve. La décision est alors prise de construire une nouvelle usine loin de la ville, sur un site à proximité du Bois-des-Frères à Châtelaine,, qui est mise en service en 1914. L'usine d'origine est mise hors service l'année suivante.
Dès lors, la moitié sud du site est occupée par l'administration de la voirie de la municipale jusqu'en 1931, lorsque les nouveaux Services industriels de Genève (SIG) s'y installent. La voirie est alors transférée aux Vernets.

## Pôle de la culture alternative
Partiellement délaissés après le déménagement des SIG au Lignon, le terrain et les bâtiments sont investis dès 1996 par des ateliers, de petites entreprises, un théâtre, des salles de concert et des boîtes de nuit qui forment le collectif baptisé Artamis.
Parmi les activités proposées au public figurent le Théâtre Galpon, la galerie Stargazer et les salles de concerts ou clubs suivants :
- L'Étage : une salle de concert soutenant les groupes régionaux et accueillant parfois des artistes internationaux en tournée[réf. nécessaire]. La programmation était plutôt éclectique, allant de l'easy listening au grindcore, en passant par le hip-hop ou le free jazz. Concernant le clubbing, L'Étage donnait la place aux disc jockeys issus de la culture électronique underground et au funk. Son annexe, Lafosse, servait d'espace d'exposition pour des artistes plasticiens, les exposants étant choisis pour l'originalité de leurs travaux et la pertinence dans leur utilisation de l'espace ;
- Le Cyber-T : situé au premier étage du bâtiment 5 et devenant par la suite "L'Étage", le Cyber-t est le premier café internet à Genève, permettant l'accès à internet pour le prix de 5 chf/heure. L'espace sera également utilisé pour des workshops, rencontres et conférences avec des artistes, musiciens et collectifs qui utilisent les nouvelles technologies à des fins artistiques. Le Cyber-T permettait également de payer l'infrastructure informatique et internet d'une partie du site d'Artamis, dont plusieurs bâtiments étaient reliés à une "ligne louée" et à un intranet.
- Le Piment Rouge : une salle de concert, appelée d'abord Le Pygmée, programmant principalement de la world music mais aussi de la musique punk et du metal ou du reggae. Toujours présent sur le site en chantier, il doit quitter les lieux le 15 janvier 2009 ;
- Le Shark : une salle polyvalente accueillant musiciens et artistes plasticiens genevois. Le Shark avait une programmation éclectique et parfois surprenante. Lors de sa fermeture, un drive-in a été installé pendant une semaine sur sa terrasse ;
- Le K-Bar : un club de nuit à tendance électronique underground et musiques festives.
- Le Galpon : un espace pour le travail, la recherche, la production, la construction et la pédagogie des arts de la scène.
- L'association Pulp68, magasin musée de skateboard et de sa culture avec un skatepark recyclé et une minirampe extérieure

En outre, ces quatre salles travaillaient souvent en collaboration avec d'autres associations ou organisations (PTR, Electron Festival, Mapping Festival, Kab, Catalyse ou encore Akouphene) et mettaient leurs locaux à disposition de différentes associations pour des soirées de soutien. En tant que clubs de soirée, ces salles représentaient aussi une alternative aux night-clubs conventionnels.

## Vers un écoquartier
Au début des années 2000, l'État de Genève fait dresser un inventaire des sites pollués du canton, confirmant alors la grave pollution du site — engendrée par les anciennes activités industrielles du site — en cyanure et hydrocarbures qui menacent les eaux souterraines.
Il est donc décidé de procéder à un assainissement général de toute la zone. Quelques-unes des activités sont délocalisées, pour certaines sur des terrains mis à disposition à des tarifs préférentiels par l'État. D'autres, notamment les quatre salles de concert, ne trouvent pas de lieu de remplacement et disparaissent.

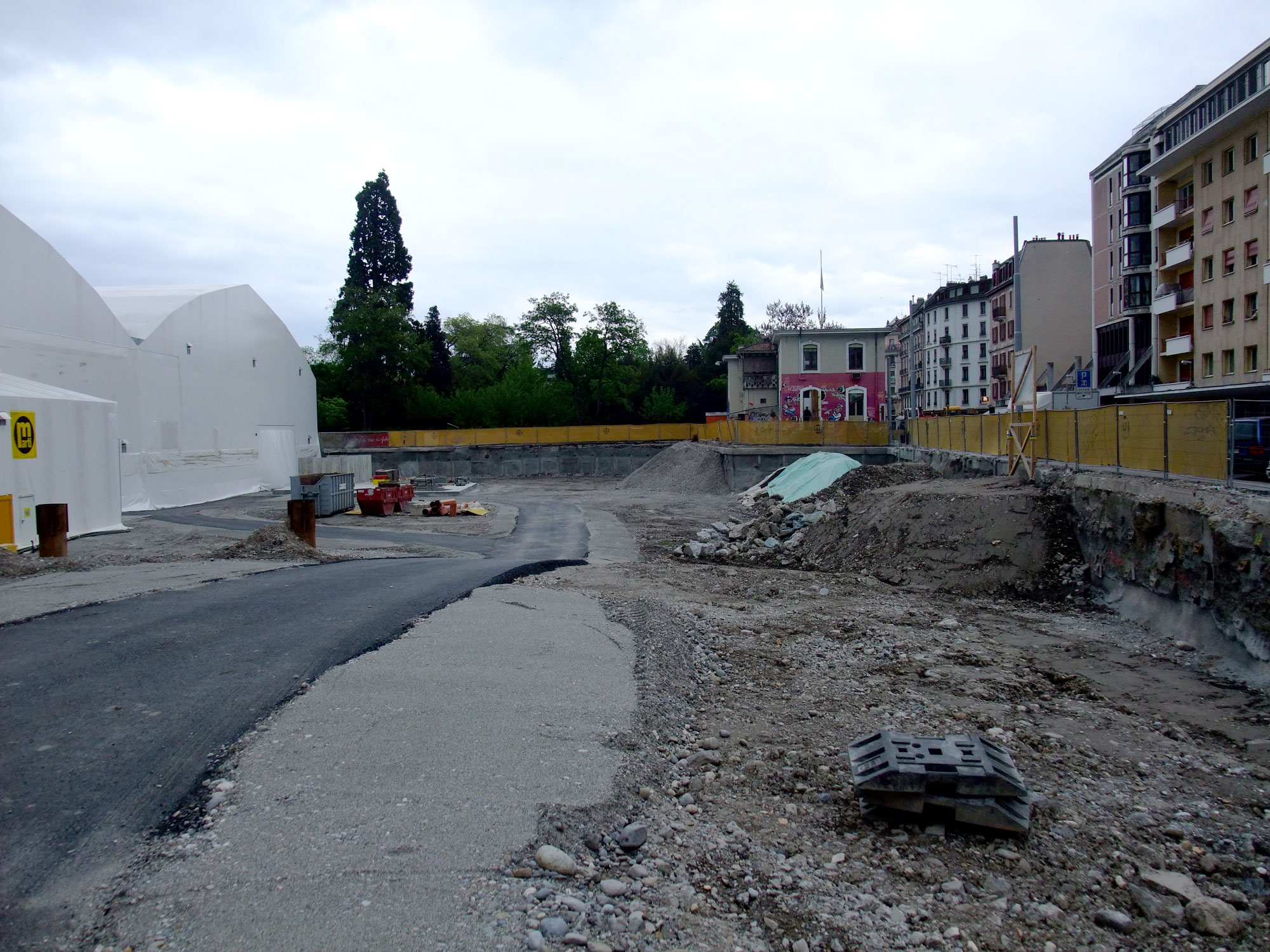
État des travaux de dépollution en mai 2010

La décision de fermeture d'Artamis provoque de nombreuses réactions dans les milieux culturels et politiques car cet espace représentait l'une des dernières vitrines de la scène culturelle alternative de la ville. Un débat public a vu le jour au sein de la population, le conseiller administratif Pierre Maudet se demandant pour sa part si la disparition des lieux de loisir nocturne ouverts à toutes les bourses, par opposition aux boîtes de nuit traditionnelles hors de portée d'une partie de la jeunesse, n'est pas de nature à favoriser l'extension des phénomènes de beuveries collectives.
Depuis 1999, l'association « Pour Que Pousse Coquelicot ! » (PQPC) se bat pour que le site reste un lieu autogéré, comprenant logements, ateliers associatifs de création, salles de spectacles, renaturation et perméabilisation des sols, en application de l'Agenda 21 ; leur projet est baptisé Coquelicot. Ils reçoivent en 2003 la bourse cantonale du développement durable. L'idée fait son chemin et les autorités cantonales et municipales annoncent qu'un écoquartier s'élèvera sur le site. L'association PQPC a décliné l'offre qui lui a été faite de participer au projet, estimant « que celui-ci ne reprenait que vaguement quelques idées du projet Coquelicot, sans aller jusqu'au bout du concept »[réf. nécessaire].
Le projet des autorités prend le 28 octobre 2008 le nom de Carré vert : il s'agit de bâtir un écoquartier rassemblant logement (environ 250 nouvelles habitations), équipements publics et espaces culturels. En 2010 et 2011, la rue du Stand et le quai du Rhône limitrophes doivent être fermés pour permettre également des excavations ainsi que les travaux de la ligne de tramway reliant Cornavin à Bernex.
En 2021, ouvre le Groove, espace de vie nocturne consacré à la musique live, la culture soundsystem et la création pluridisciplinaire géré par le Collectif pour une vie nocturne riche, vivante et diversifiée et le Corner 25. Il s'agit d'un résidu du pôle de cultures alternatives que représentait Artamis. 